# Hubert Haider (Linguist)
Hubert Haider (* 1953 in Ritterkamp in der Gemeinde Rappottenstein im Waldviertel) ist ein österreichischer Linguist. Er arbeitet auf den Gebieten der Syntax, Psycholinguistik, Neurolinguistik und Computerlinguistik.

## Leben
Haider studierte ab 1973 Sprachwissenschaft, mathematische Logik und Sinologie an der Universität Wien, wo er 1980 promovierte und sich 1987 habilitierte. Seit 1980 war er am Institut für Sprachwissenschaft der Universität Wien als Assistenzprofessor beschäftigt. 1987 hatte er eine Gastprofessur an der Universität Stuttgart, 1988 wurde er dort zum Professor für Allgemeine Sprachwissenschaft und Germanistische Linguistik berufen. 
Seit dem 1. Oktober 1996 ist Haider ordentlicher Professor für Angewandte Sprachwissenschaft an der Universität Salzburg; von 1998 bis 2013 war er dort außerdem Leiter des Fachbereichs Linguistik. Im Jahr 2004 hatte er eine Gastprofessur an der University of Massachusetts in Amherst inne. Seit 2012 ist er Mitglied der Academia Europaea. Zum Oktober 2020 wurde er emeritiert.

## Schriften (Auswahl)
als Autor
- Studies on missing subjects (Linguistics in Stuttgart; Bd. 1). Universität Stuttgart, Stuttgart 1988.
- Deutsche Syntax – generativ. Vorstudien zur Theorie einer projektiven Grammatik (Tübinger Beiträge zur Linguistik; Bd. 325). Narr, Tübingen 1993, ISBN 3-87808-419-6.
- The Syntax of German (Cambridge Syntax Guides). Cambridge University Press, Cambridge (UK) 2010. ISBN 978-0-521-86525-8.

als Herausgeber
- Verb second phenomena in Germanic languages (= Publications in language sciences, Bd. 21). Foris Publications, Dordrecht 1986, ISBN 90-6765-133-8.
- Representation and derivation in the theory of grammar (= Studies in natural language and linguistic theory, Bd. 22). Kluwer, Dordrecht 1991, ISBN 0-7923-1150-7.
- Studies in comparative Germanic syntax. Papers presented at the 7th Workshop on Comparative Germanic Syntax, held at the University of Stuttgart in Nov. 1991 (= Studies in natural language and linguistic theory, Bd. 31). Kluwer, Dordrecht 1995, ISBN 0-7923-3280-6.